# Rudolf Rubi
Rudolf Rubi (* 20. Februar 1918 in Unterseen; † 4. Juli 2004 in Grindelwald) war ein Schweizer Lokalhistoriker, Redakteur und Lehrer.

## Tätigkeit
Nach dem Besuch des Lehrerseminars Muristalden (Campus Muristalden) in Bern arbeitete Rubi von 1943 bis 1980 als Lehrer. Stationen waren dabei Burglauenen (1943–1951) und Grindelwald (1951–1980). Zudem war er Mitarbeiter beim Oberländischen Volksblatt und dem Echo von Grindelwald. Als Mitbegründer und Sekretär wirkte er beim Heimatverein Grindelwald.
Das Hauptforschungsfeld zu heimatkundlichen Themen fand Rubi in der Umgebung von Grindelwald, wo er Ehrenbürger ist. Bei Recherchen für ein Buch stiess Rubi 1984 auf Hinweise, dass eine Eigerhöhle in der Südostwand des Eigers existiert. Diese Höhle war seit 1828 bekannt und als Unterkunft am Berg genutzt worden, doch mit dem Bau von Schutzhütten im Einzugsgebiet des Eigers geriet sie in Vergessenheit. Auf Grund der Recherchen wurde sie wiederentdeckt. Ausserdem besass er eine "Chronik der Eigernordwand" – Eine Sammlung von Zeitungsberichten zu Geschehnissen in der Wand von 1932 bis 1947. Danach setzte er die Chronik selbst mit eigenen, sieben Heften fort.

## Publikationen

### Heimatbuchreihe Grindelwald
Rudolf Rubi verfasste zusammen mit Christian Rubi eine fünfteilige Heimatbuchreihe zu der Umgebung von Grindelwald: Im Tal von Grindelwald – Bilder seiner Geschichte.
- Band 1: Christian Rubi: Die alten Zeiten bis um 1850.  Verlag Sutter Druck, Grindelwald 1985
- Band 2: Vom Bergbauerndorf zum Fremdenort. Verlag Sutter Druck, Grindelwald 1986
- Band 3: Der Sommer- und Winterkurort. Verlag Sutter Druck, Grindelwald 1987
- Band 4: Christian Rubi: Das Wohnhaus und die Wirtschaftsgebäude. Verlag Sutter Druck, Grindelwald 1987
- Band 5: Das Gletscherdorf. Verlag Sutter Druck, Grindelwald 1993

### Weitere Publikationen
- Der Eiger. In: Berner Heimatbuch Band 74. Haupt, Bern 1959 ISBN 3-258028-43-5
- Der Briefwechsel Gottfried Strassers mit Peter Rosegger 1896-1912. Grindelwald 1967
- Die Geschichte der Konkordiahütten. 1977
- Challigroosi und Muggestutz – Grindelwalder Sagen. Grindelwald 1981
- Bergführer im Glück und im Leid – Erinnerungen an Grindelwalder Führer von der Pionierzeit bis zur Gegenwart. 1998 (Mit Emil Sutter)
- Samuel Brawand: "Was lag näher als der Eiger-Ostgrat?". In: Hardermannli, Ausgabe 20. Interlaken 1999 (Mit Emil Sutter)
- Zu Fuss und auf Ski – Streifzüge und Abfahrten im Gletschertal. 1999